# Bergia decumbens
Bergia decumbens là một loài thực vật có hoa trong họ Elatinaceae. Loài này được Planch. ex Harv. mô tả khoa học đầu tiên năm 1859.